# Туареги

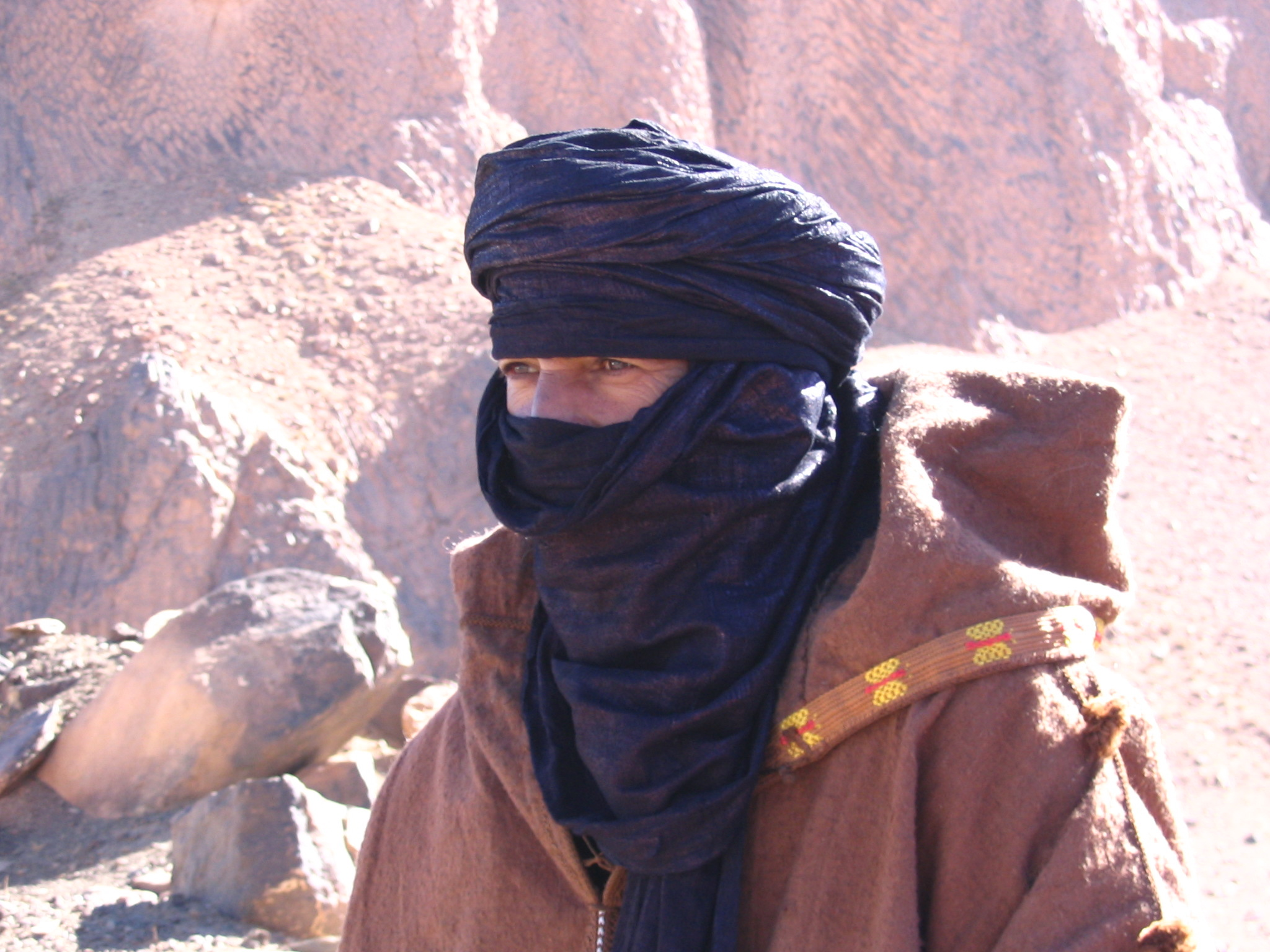
Алжирский туарег

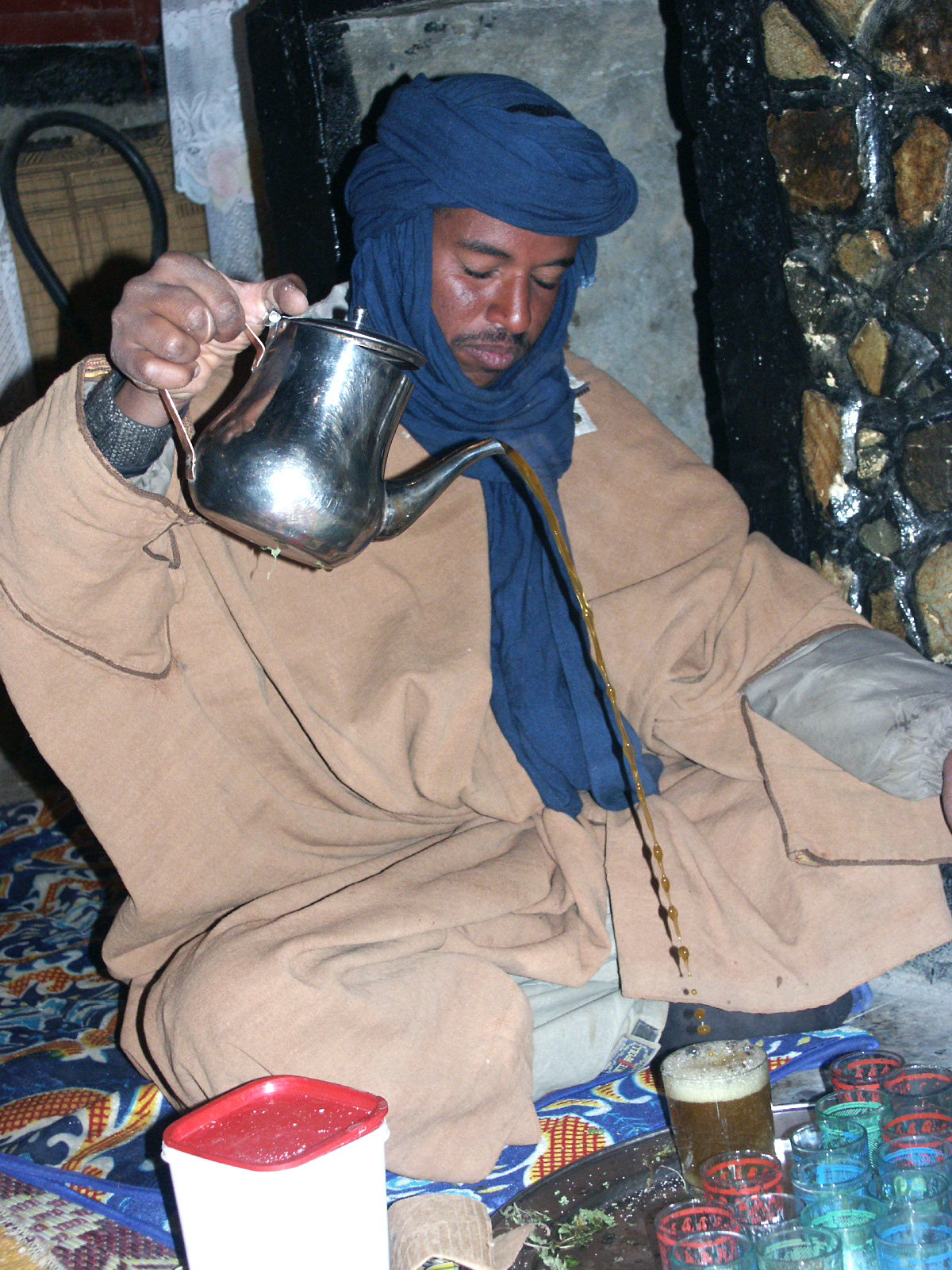
Туарег наливает чай (Алжир)

Туаре́ги (араб. طوارق‎, фр. Touaregs; самоназвание — имощаг, имошаг (туарегск. ⵎⵂⵗ Imuhăɣ / ⵎⵛⵗⵏ Imašăɣăn / ⵎ‌ⵊⵗⵏ Imajăɣăn / ⴾⵍ ⵜⵎⴰⵣⵗⵜ Kel Tamajeq)) — народ группы берберов в Нигере, Мали, Алжире, Мавритании, Ливии, Буркина-Фасо, Чаде, Нигерии и Египте. Принимали и принимают участие во множестве конфликтов, как в доколониальную, так и колониальную и постколониальную эпоху.
Первое научное исследование туарегов провёл Анри Дюверье.

## История
У туарегов есть легенда, что корни их идут от легендарной праматери и великой правительницы, царицы Сахары — Тин-Хинан, которая была амазонкой и пришла в Хоггар со своей служанкой из южной области нынешнего Марокко, называвшегося Тафилалет. В 1925 году в районе древнего укрепления Абалессы в Ахаггаре (алжирский вилайет Таманрассет) нашли богатое захоронение женщины. Многие туареги верят, что это именно Тин-Хинан.
Первые письменные описания туарегов появились в ранних арабских текстах, включая произведения Ибн Хаукаля в X веке, Аль Бакри в XI веке, и более подробные — Ибн Баттуты и Ибн Хальдуна в XIV веке и Льва Африканского в XVI веке. Эти путешественники пересекли Сахару, следуя по чётко проложенным маршрутам караванов, которые способствовали распространению ислама в данном районе, начиная с VII века.

### Средние века

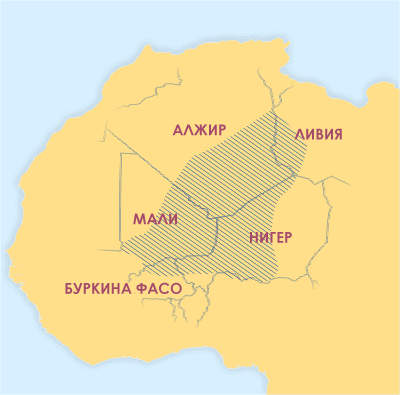
Основной район проживания туарегов

В XI веке арабские завоеватели вторглись на территорию расселения туарегов в Северной Африке, сместив ареал туарегов в западном направлении. В этот период туареги подверглись исламизации и арабизации, а также женщины начали носить обручальные кольца на указательных пальцах рук и ног.
В Средние века туареги были заняты в транссахарской торговле, создали несколько просуществовавших недолго государственных образований, такие как Султанат Агадес; контролировали важные перевалочные торговые пункты, как, например, Такедда.

### Колониальная эпоха
Во время колониальной эры туареги оказались включены во Французскую Западную Африку. В отличие от многих других народов Сахары, туареги на протяжении долгого времени оказывали сопротивление новой власти.
Так, например, колониальная власть в колонии Нигер смогла подчинить туарегские племена только к 1923 году. Французская колониальная власть управляла туарегами через клановых лидеров, стараясь использовать межклановые противоречия.

### Постколониальный период
В результате колониального правления Франции туареги потеряли возможность доминировать над оседлыми земледельцами. Эта причина, а также отстранение от политики другими этническими группами, ухудшение экономического положения в результате засух 1970—1980-х гг. привели к открытому вооружённому сопротивлению в Нигере, в Алжире и в Мали. Туареги выступили за создание государства Азавад.
Росту напряжённости на севере Нигера способствовал инцидент в городе Чин-Табарадене в 1990 году.
В 2012 году туареги подняли восстание в Мали; на начало апреля они контролировали значительную часть севера страны.
Туарегов вытесняют из политической жизни в Мали и Нигере.

## Язык
Язык туарегов — тамашек — относится к берберским языкам, хотя внешне туареги сильно отличаются от берберов Атласских гор в Марокко и Алжире.
Туареги записывают свой язык письмом тифинаг, происходящим от древнего ливийского письма. В XX веке в Алжире и Мали для записи тамашека были введены системы письменности на основе латиницы.

## Культура

Современное украшение, созданное туарегом из Мали (резьба по дереву)

По религии туареги — мусульмане-сунниты. Однако они сохранили много доисламских традиций, как например, матрилинейную родовую организацию, матрилокальное брачное поселение и матрилатеральный ортокузенный брак. Несмотря на то, что туареги исповедуют ислам, где разрешено многожёнство, настоящий туарег женится только один раз в жизни.
Женщины пользуются уважением в туарегском обществе. Девочки с раннего возраста учатся читать и писать, мужчине же позволительно быть неграмотным. Традиционная туарегская письменность тифинаг, по мнению ряда учёных, восходит к древнеливийскому письму.
Основное занятие — мотыжное земледелие (зерновые, бобовые, овощи), совмещаемое с разведением мелкого рогатого скота. Часть туарегов, населяющая Алжирскую Сахару и пустыню Тенере, кочует со стадами верблюдов и коз.
Туареги славятся своими ювелирными украшениями: браслетами, ожерельями, кольцами и т. д. Особо известна обработка серебра. Украшения, сделанные туарегами, популярны не только в странах арабского мира, но и Европы и даже в Индонезии.

## Одежда

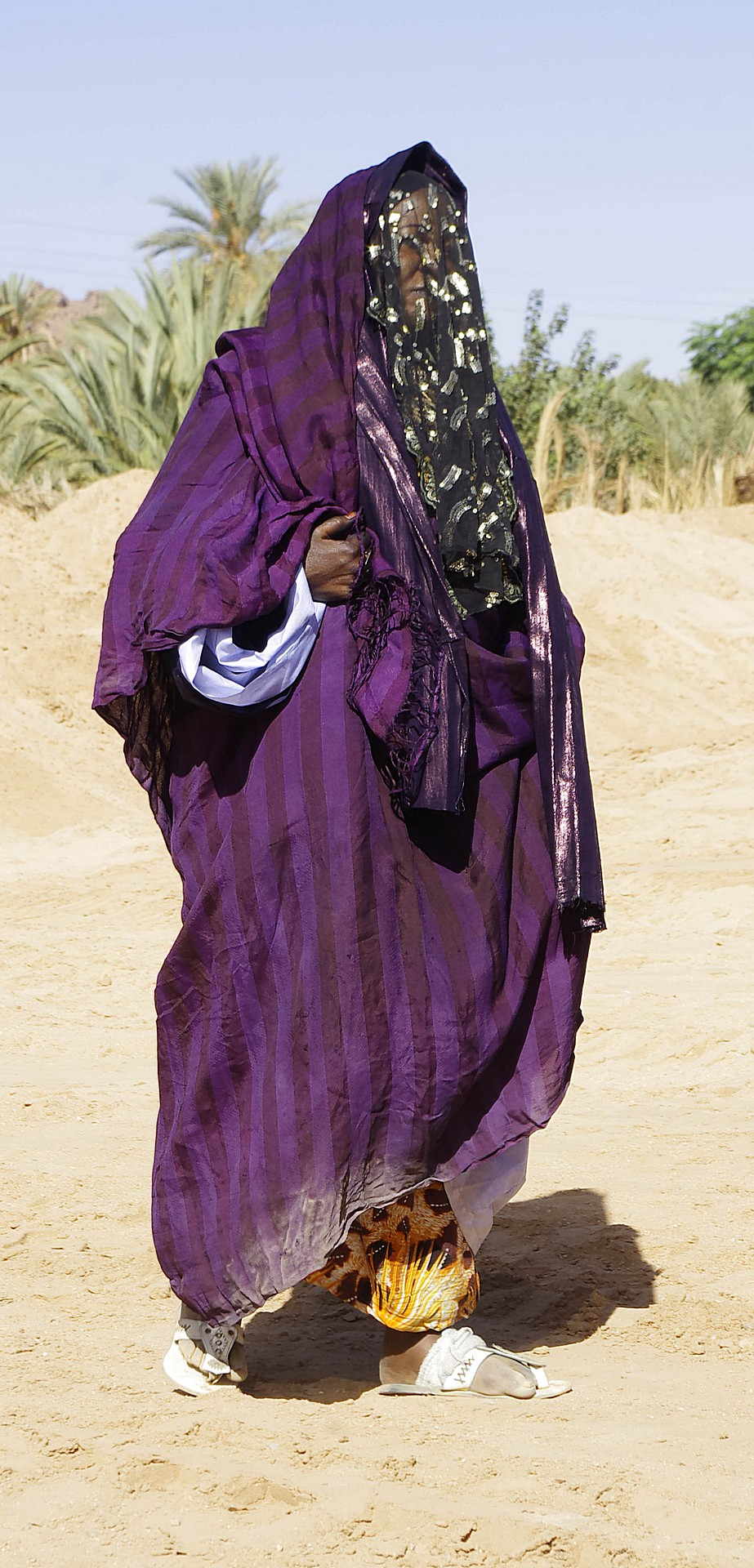
Туарегская женщина

Одеты благородные туареги обычно в рубашку без рукавов и широкие штаны. Поверх надета накидка синего цвета. На груди перекрещиваются две широкие ленты, сплетённые из разноцветных шелковых шнурочков, на концах которых — кисти. Мужчины покрывают голову белым или синим платком, которым закрывается лицо, открытыми остаются только глаза. Волосы заплетают в косы. На ногах сандалии из кожи. Благородный туарег носит каменный браслет, иногда — простое серебряное кольцо на пальце в качестве украшений.
У туарегской женщины-аристократки волосы заплетены в косички. Одета она в белую длинную рубашку и платок синего цвета. На шее у женщины украшения из серебра, кольца на руках. По праздникам женщины и мужчины красят брови и веки сурьмой.

## Обычаи
Когда юноше исполняется 18 лет, его семья устраивает праздник, на котором туарегу дарят синий или белый платок — «тагельмуст» (туарегск. ⵜⴰⵖⴻⵍⵎⵓⵙⵜ tagelmust) или шеш (араб. شاش‎, фр. chèche, cheich), реже лисам (араб. لِثَام‎), длина которого может доходить до 40 метров. С этого момента он считается взрослым, показываться на людях без лисама ему уже неприлично, и только во время трапезы позволительно спускать лисам до подбородка. В былые времена туарег был обязан убить того, кто увидел его лицо без разрешения. Если по какой-то причине это сделать не удавалось, то совершить самоубийство. Поэтому до сих пор встретить туарега на пути, например, в тунисской Сахаре считается плохой приметой. Женщины туарегов обычно не закрывают лица.

## Общественный строй
Туареги сохраняют племенное деление и значительные элементы патриархального строя: народ делится на племенные или «барабанные» группы, во главе каждой стоит предводитель, власть которого символизирует барабан, которым он владеет пожизненно. А над всеми группами стоит вождь.
Крупнейшие группы племён — Юллемиден, Ифорас, Кель Ахаггар и Кель Адджер (юг Алжира), Кель Адрар (север Мали), Кель Аир (север Нигера), Кель Герес (Грес) (равнинные области), Аллеммеден Кель Деннек на востоке, Аллеммеден Кель Ататам на западе[чего?].
Глава — вождь, аменокаль. Власть вождя не безгранична, большинство решений принимается собранием предводителей «барабанных» групп, а мать вождя (аменокаля) может наложить запрет на выполнение любого решения.
- Вождь — аменокаль
- Мать вождя — аменокаля
- Собрания предводителей «барабанных» групп
- Предводитель «барабанной» группы
- Племенная или «барабанная» группа

Взаимодействие мужчин и женщин относительно свободное, женщины владеют собственностью с правом наследования.

## Социальная организация

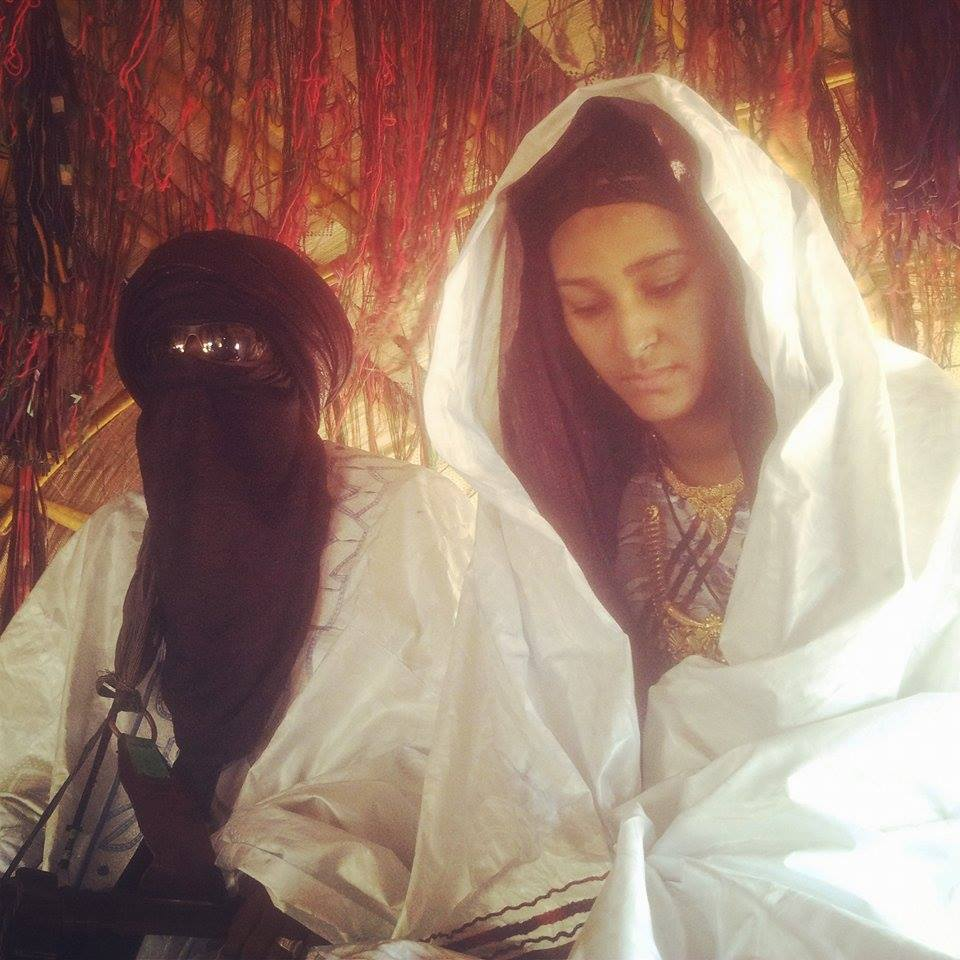
Свадьба туарегов

Традиционное туарегское социальное деление ещё включает в себя деление на касты. Касты:
- Благородные или знать — владеют стадами верблюдов.
- Блюстители веры или духовные наставники — инеслемены.
- Вассалы — имгады, занимающиеся разведением коз.
- Рабы — икланы.
- Кузнецы — инедены.

Рабы и кузнецы не имеют никакого отношения к туарегам высших каст. Они как правило темнокожие, тогда как сами туареги светлокожие и высоки ростом, худощавы. Туареги совершали набеги на соседние племена, захватывая людей в рабство. Представители касты рабов являются «рабами» по происхождению, они давно отправлены на свободу. А кузнецы жили рядом с туарегами по своей воле. Традиции запрещают туарегам из высших каст заниматься каким-либо ремеслом, а женщины туарегов освоили выделку кож.

Во время циклических передвижений и торговли солью туареги переходят от одного оазиса к другому, хотя между ними иногда расстояние в пять дней пути. У каждого оазиса они тоже торгуют или пополняют запасы своего каравана продуктами, которыми их снабжают сервы — земледельцы-харатины, — это главным образом сорго.

## Галерея

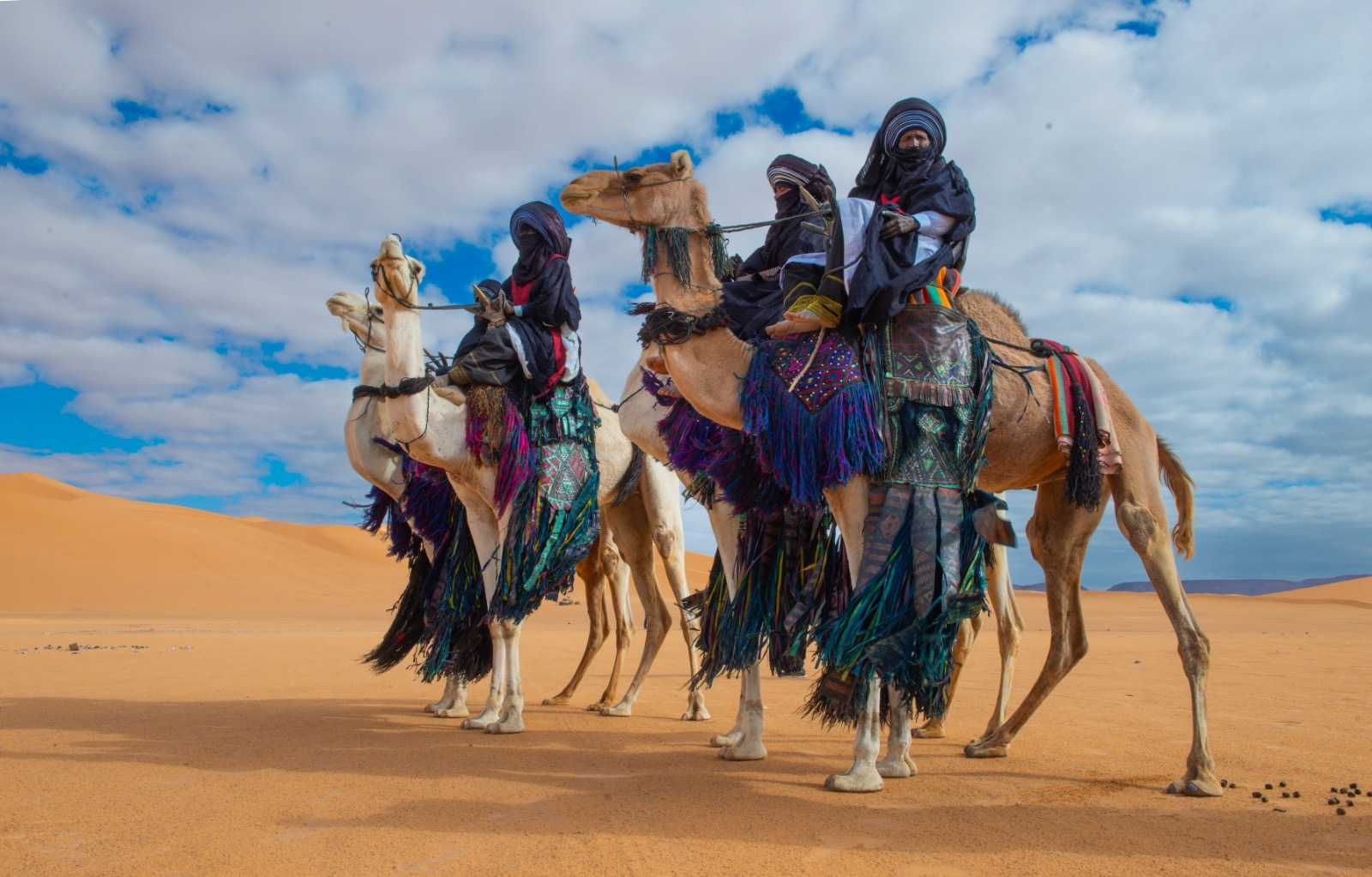
Туарегские всадники, Ливия
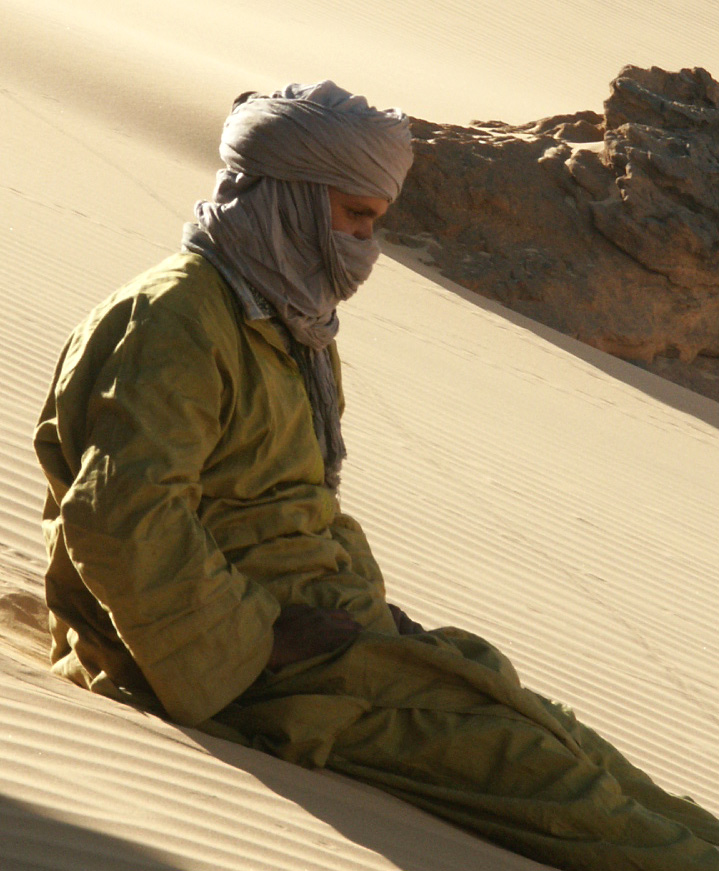
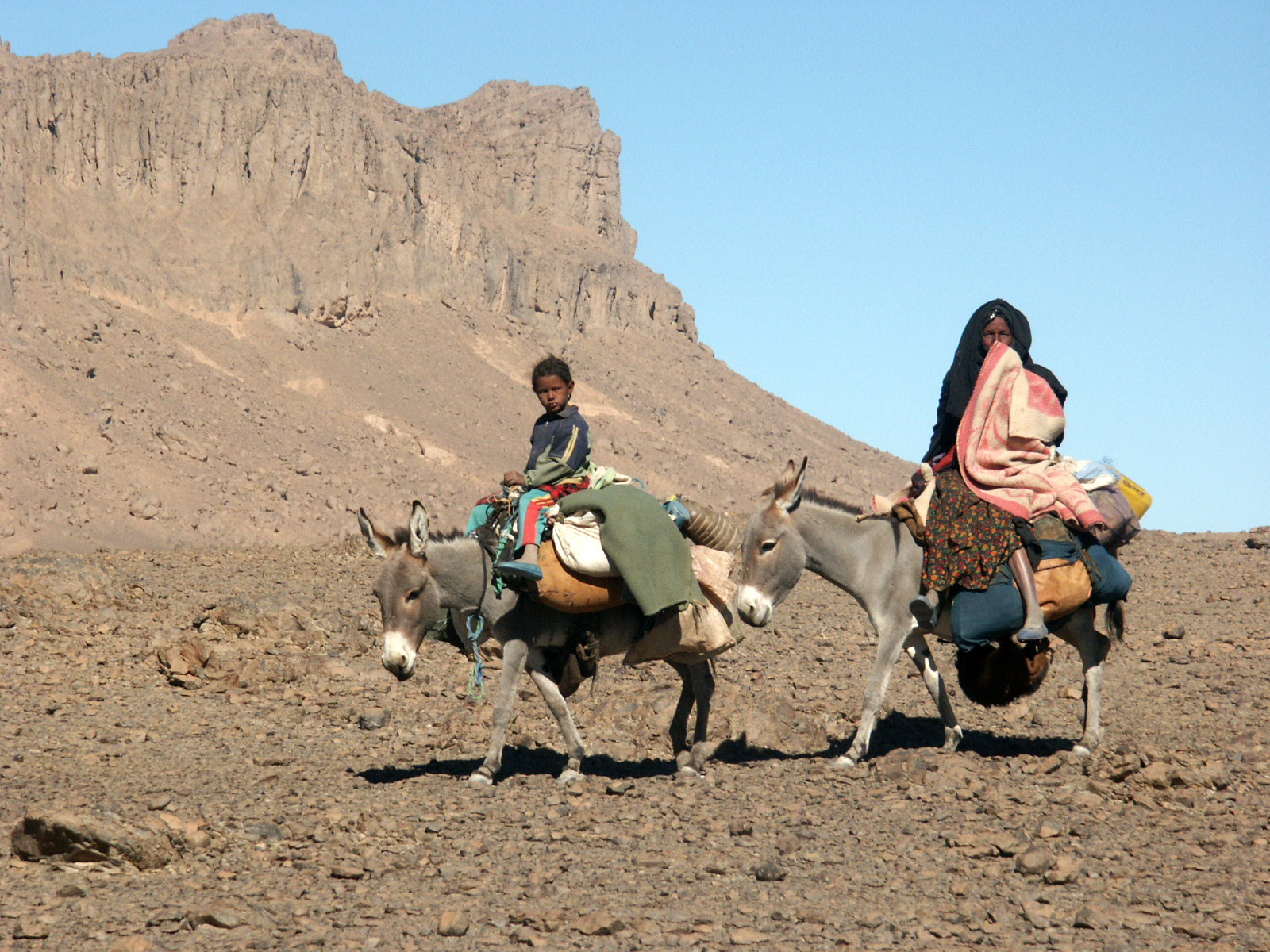
Женщина-туарег со своим сыном
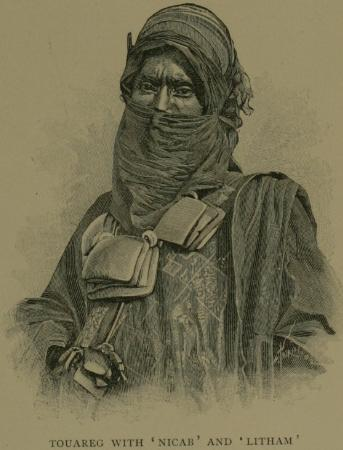
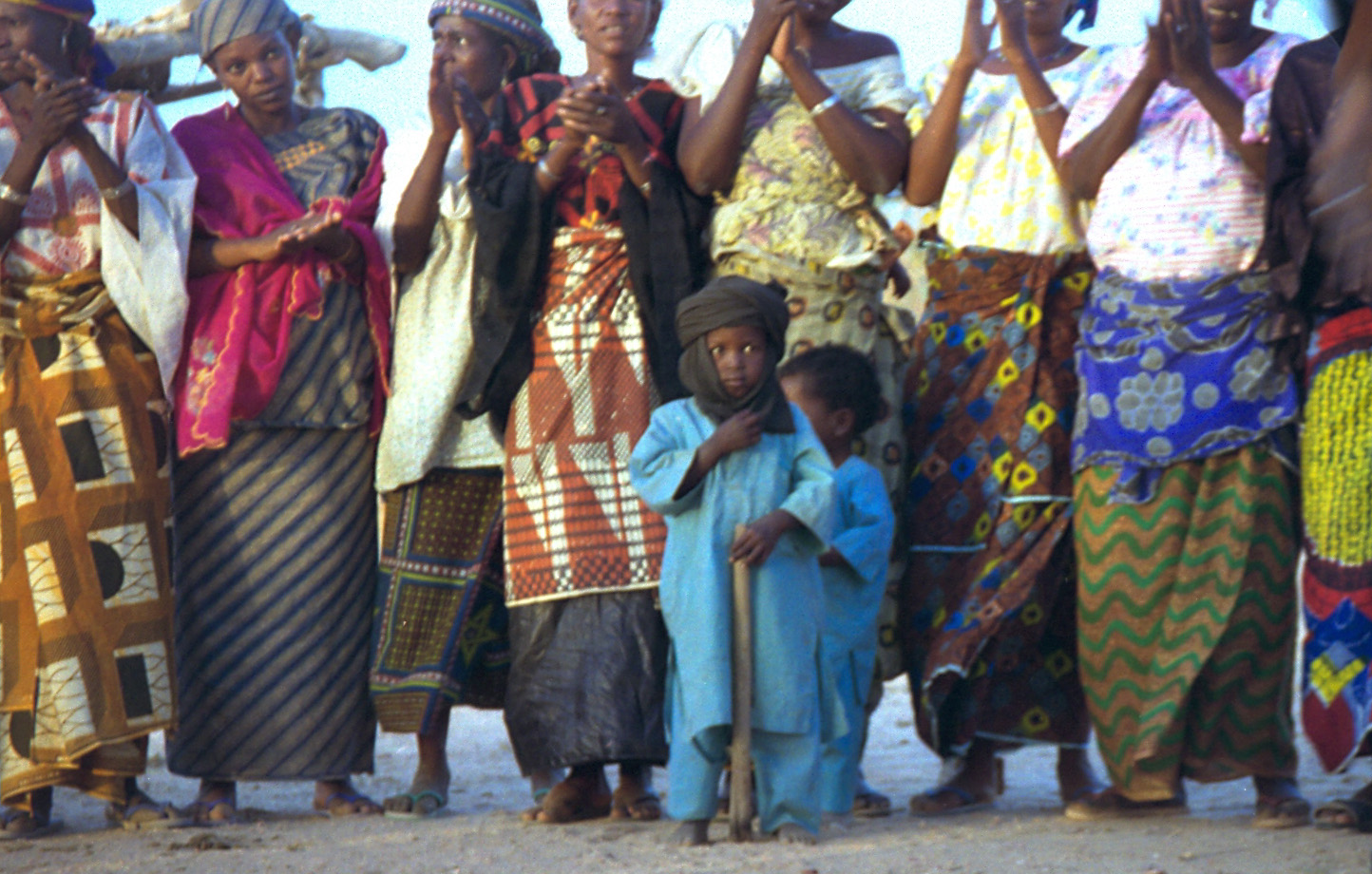
Туарегские женщины и дети, Нигер, 1997 год
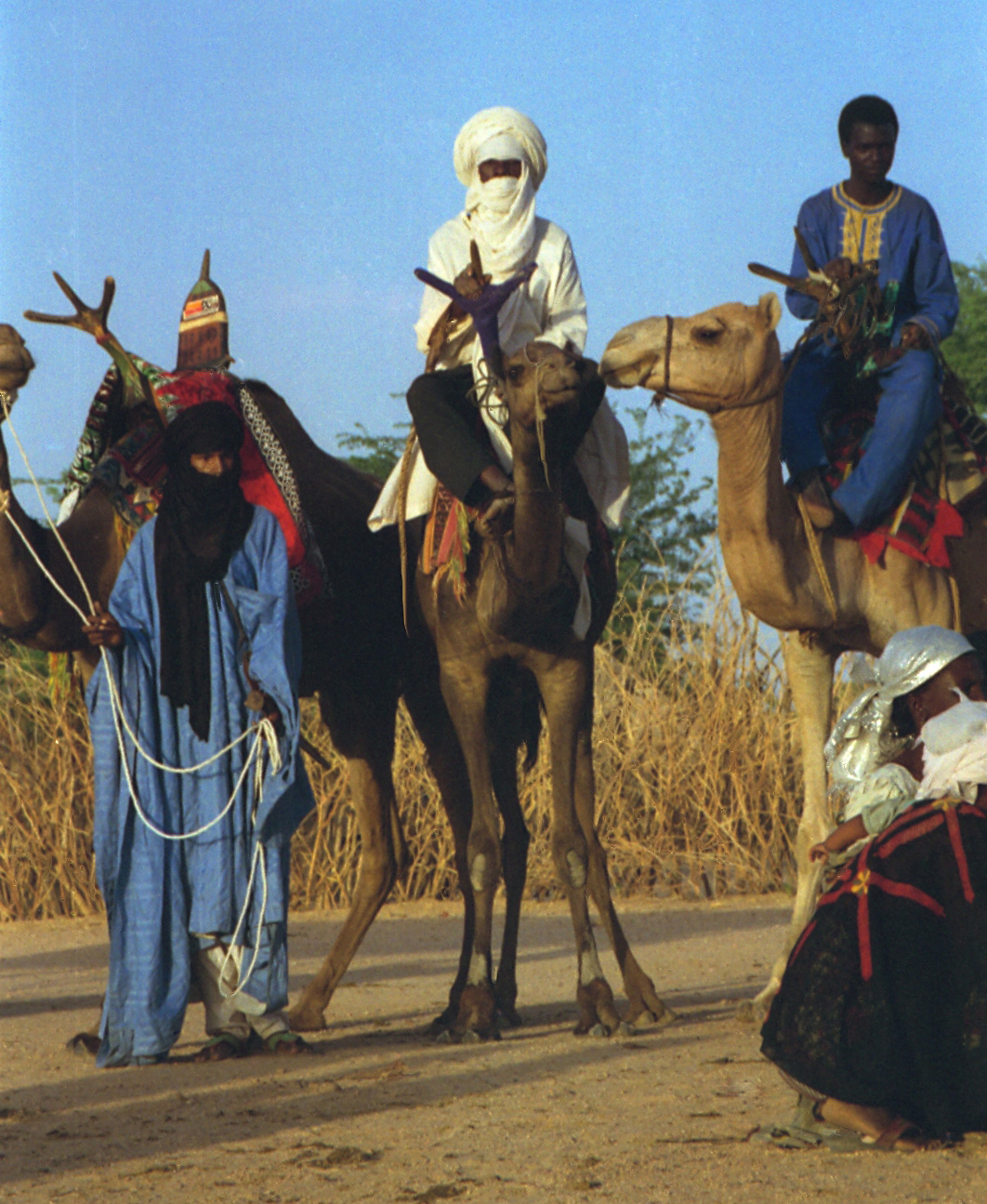
Туарегские всадники, Нигер, 1997 год
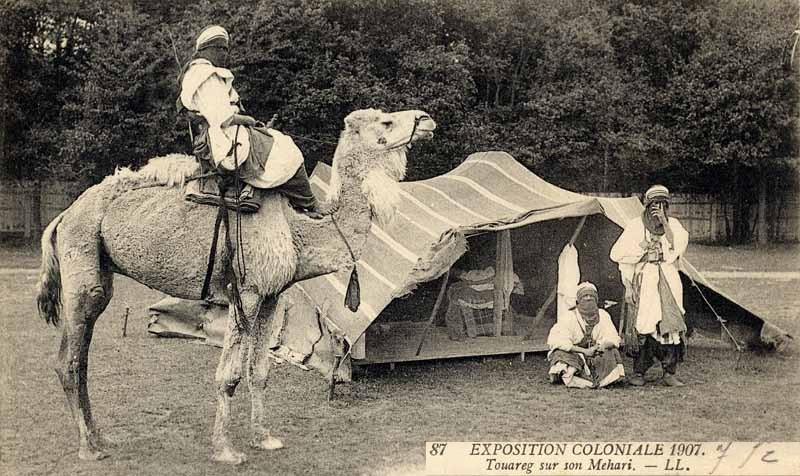
Туареги-экспонаты колониальной выставки, 1907 год
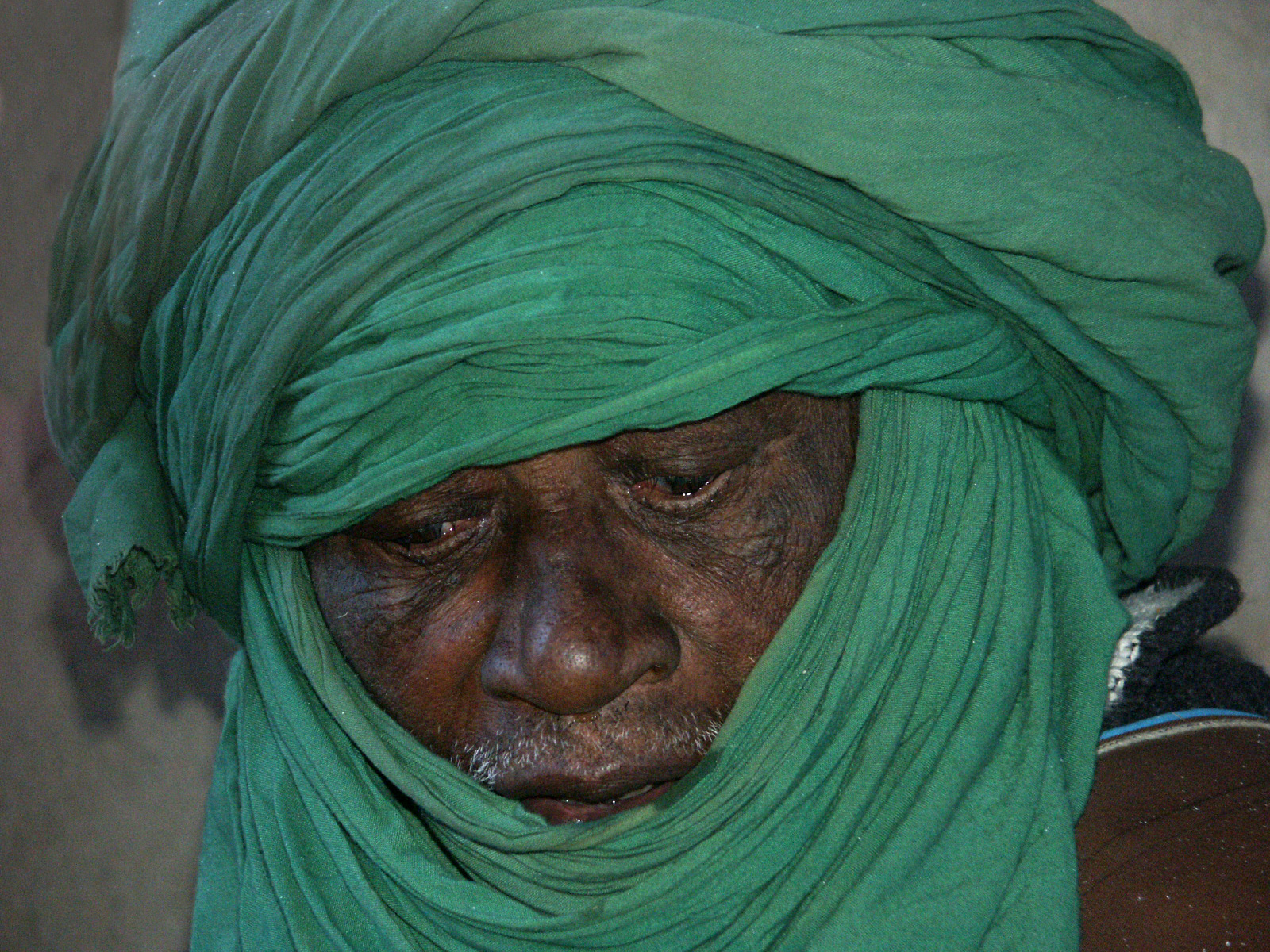
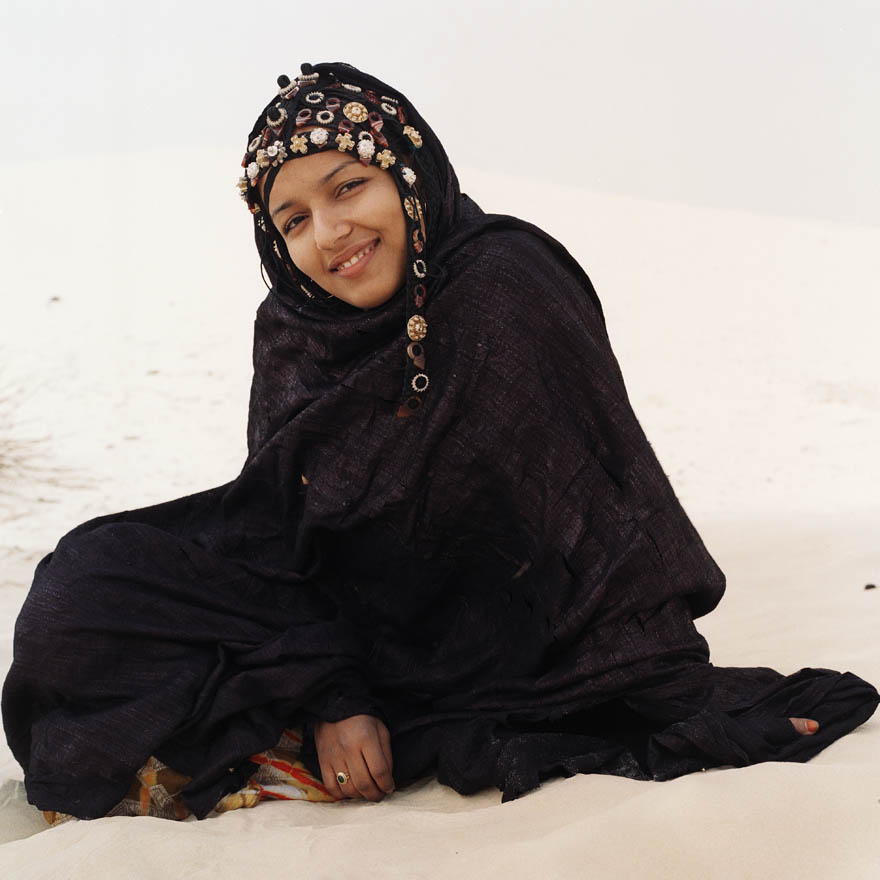
Женщина-туарег из Мали
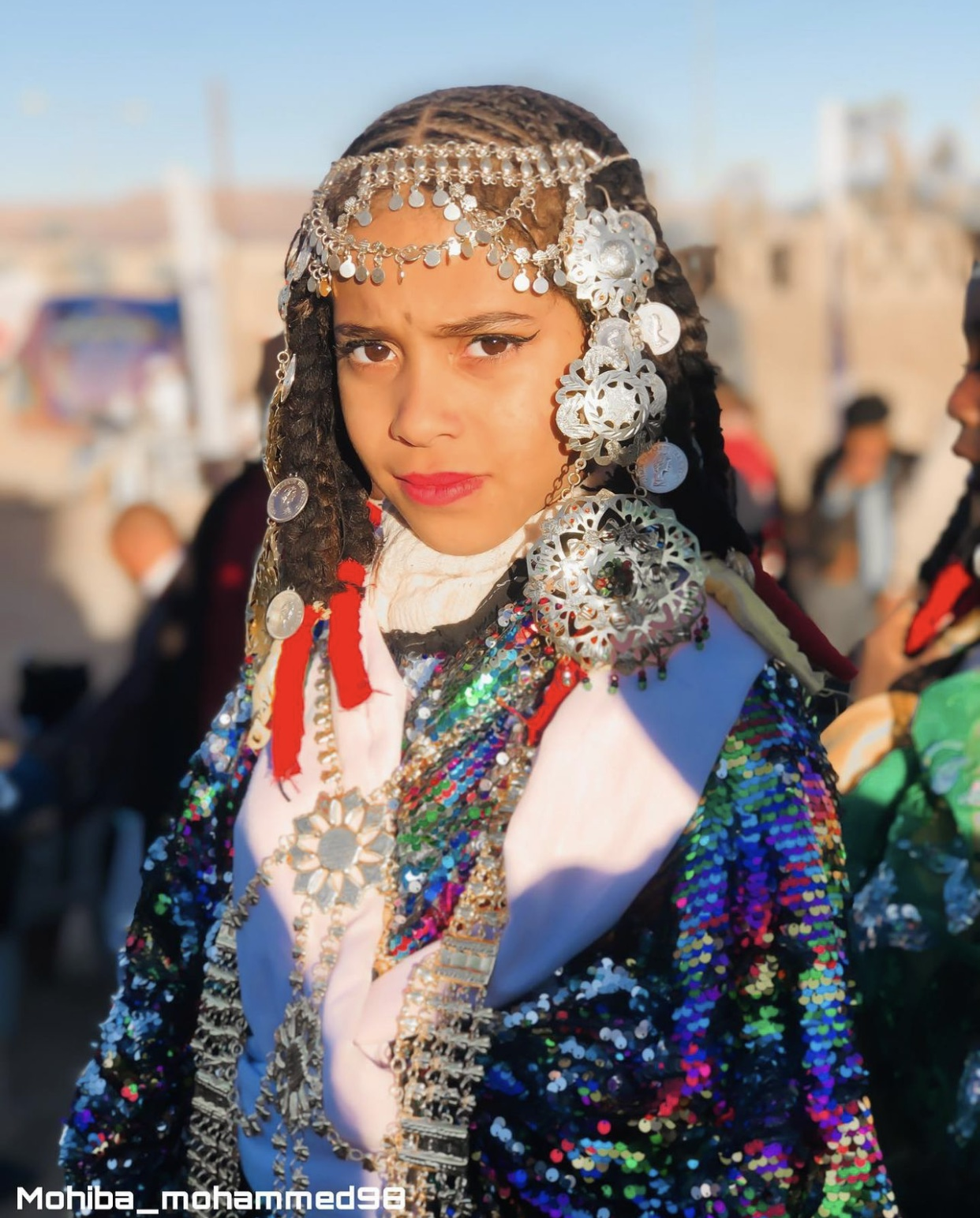
Туарегская девочка из Ливии
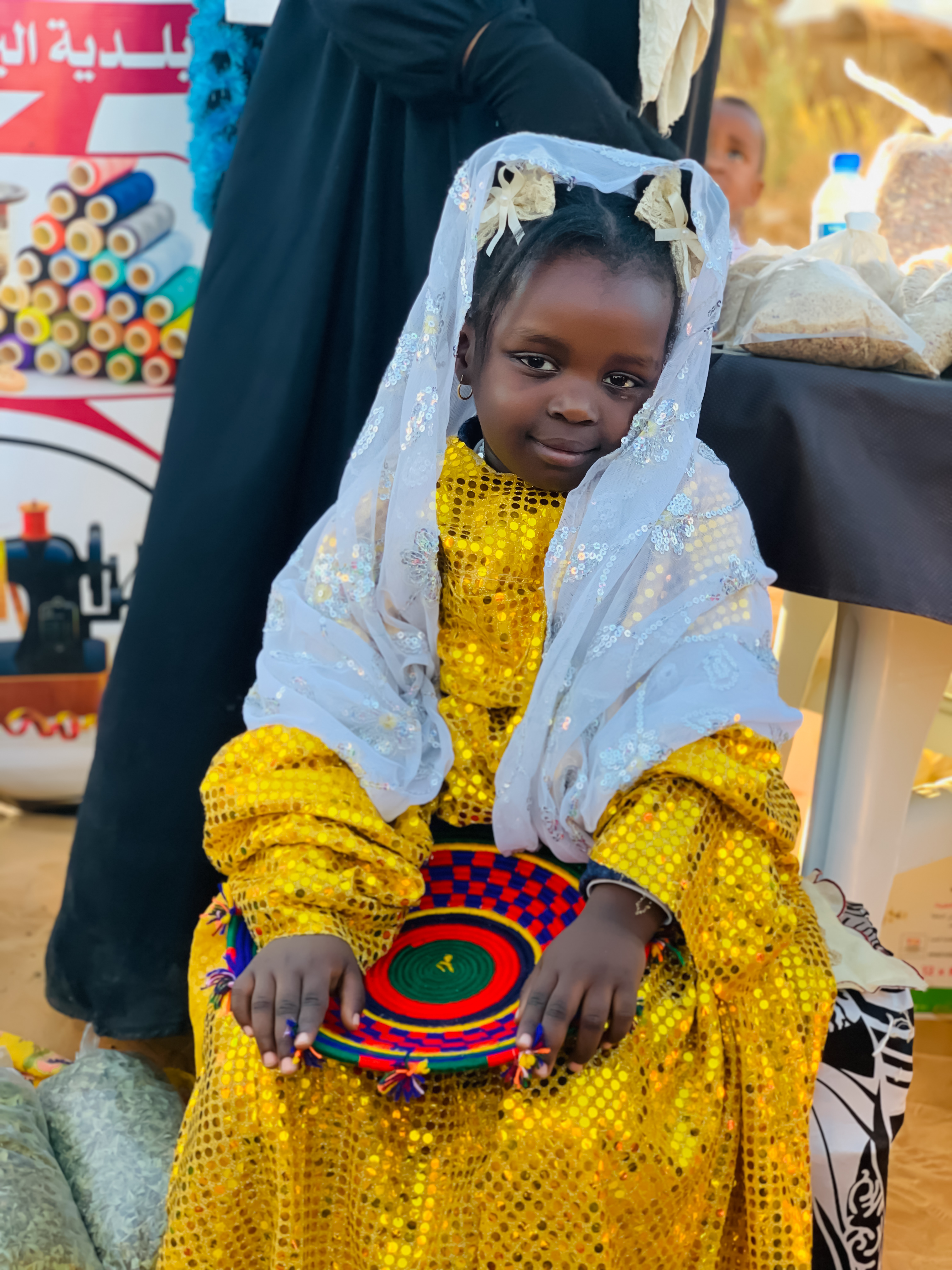
Туарегская девочка, Ливия
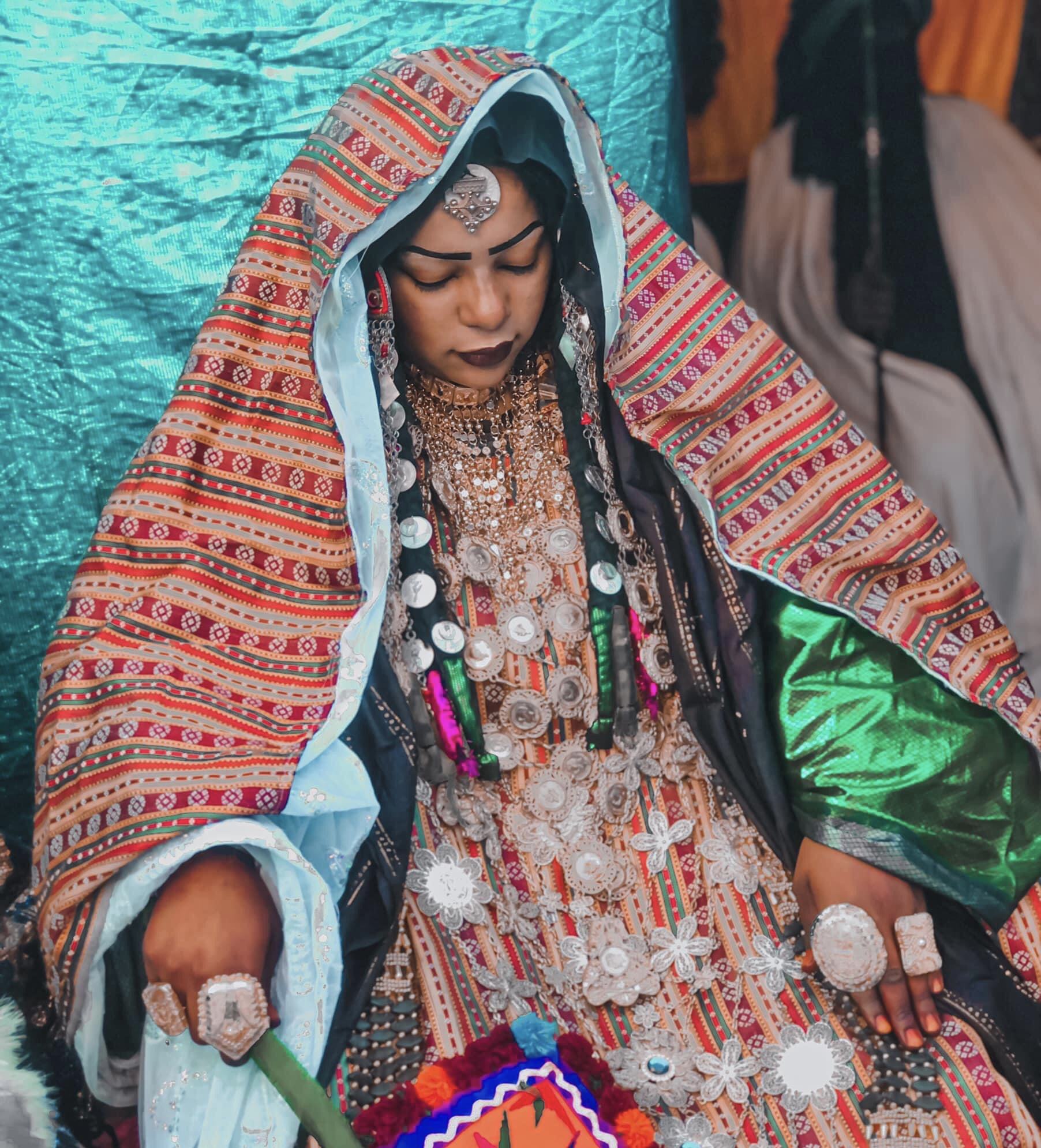
Женщина-туарег из Ливии
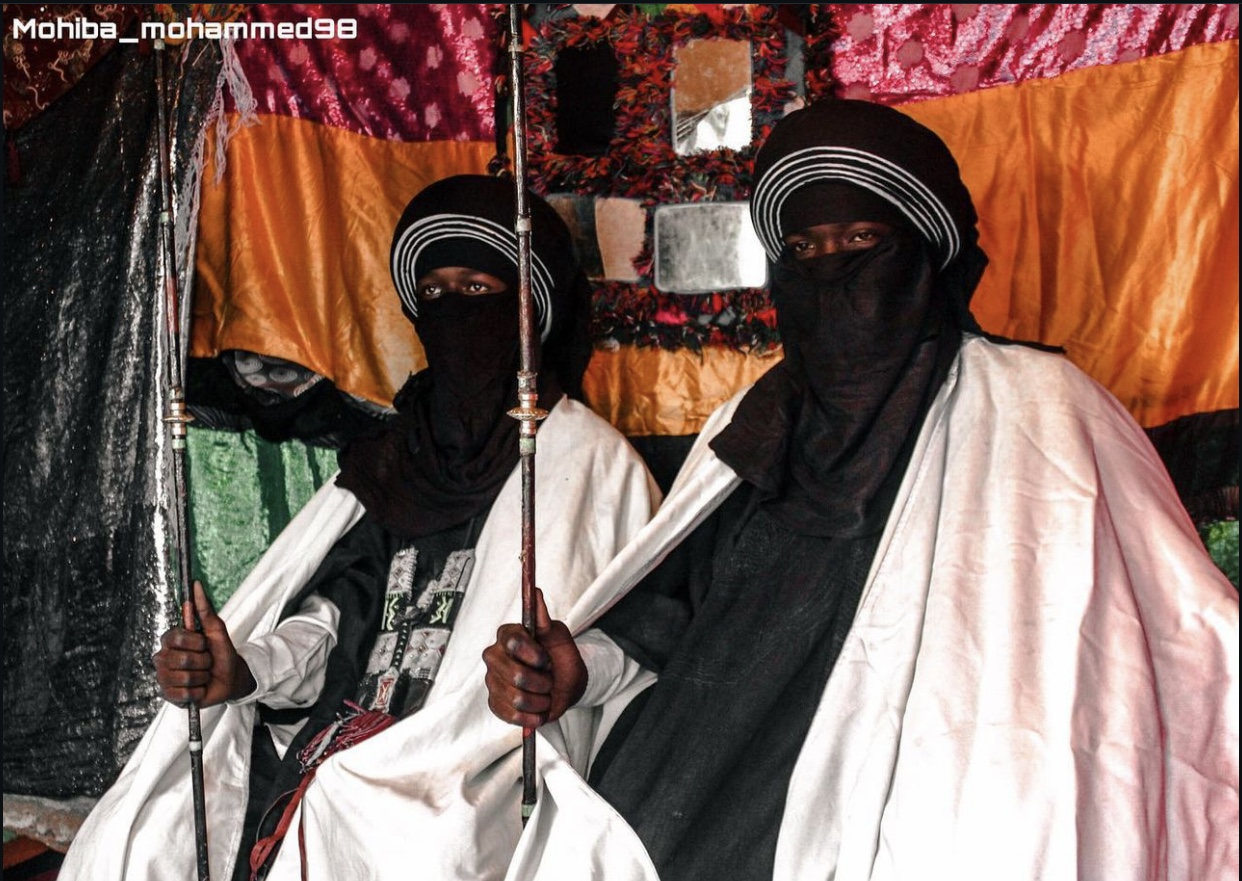
Двое мужчин-туарегов из Ливии